# مؤتمر بوتسدام

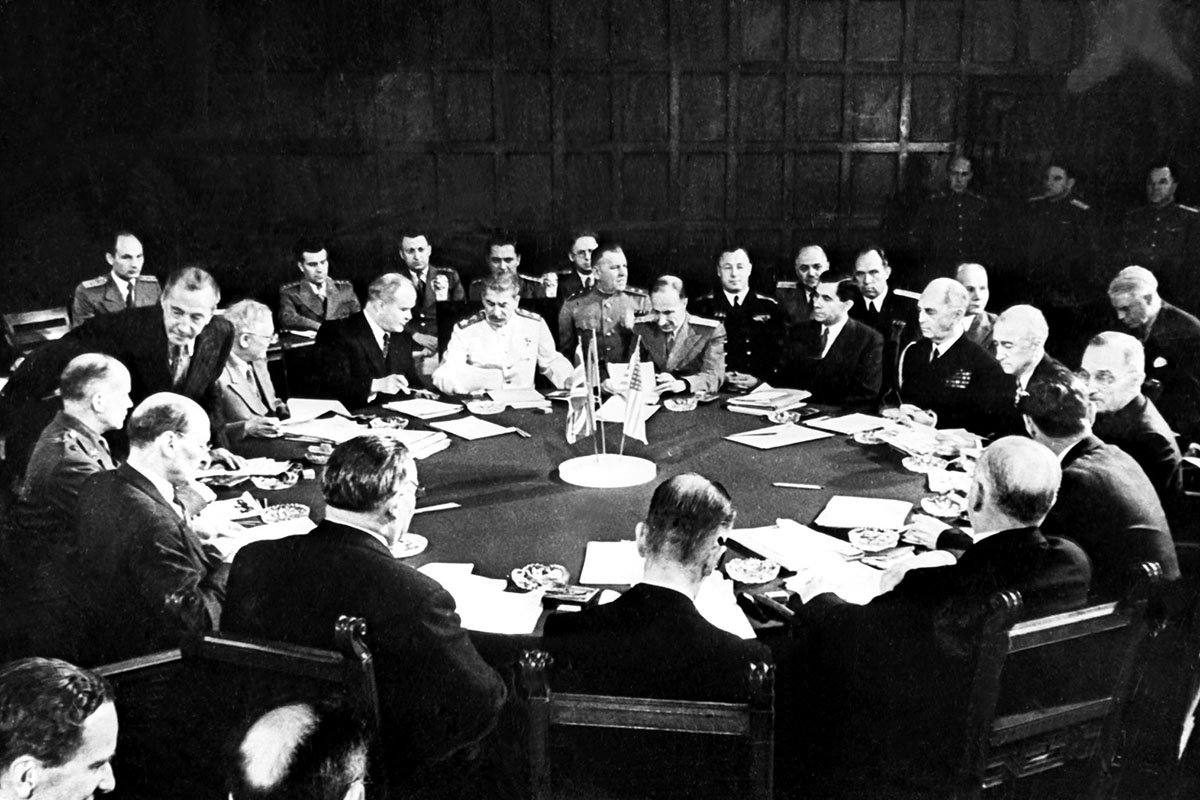
احدى جلسات المؤتمر تضم كل من كليمنت أتلي، وويليام دي ليهي، وإرنست بفين، وجوزيف ستالين، وفياتشيسلاف ميخائيلوفيتش مولوتوف، وجوزيف ديفيز، وجيمس بيرنز، وهاري ترومان

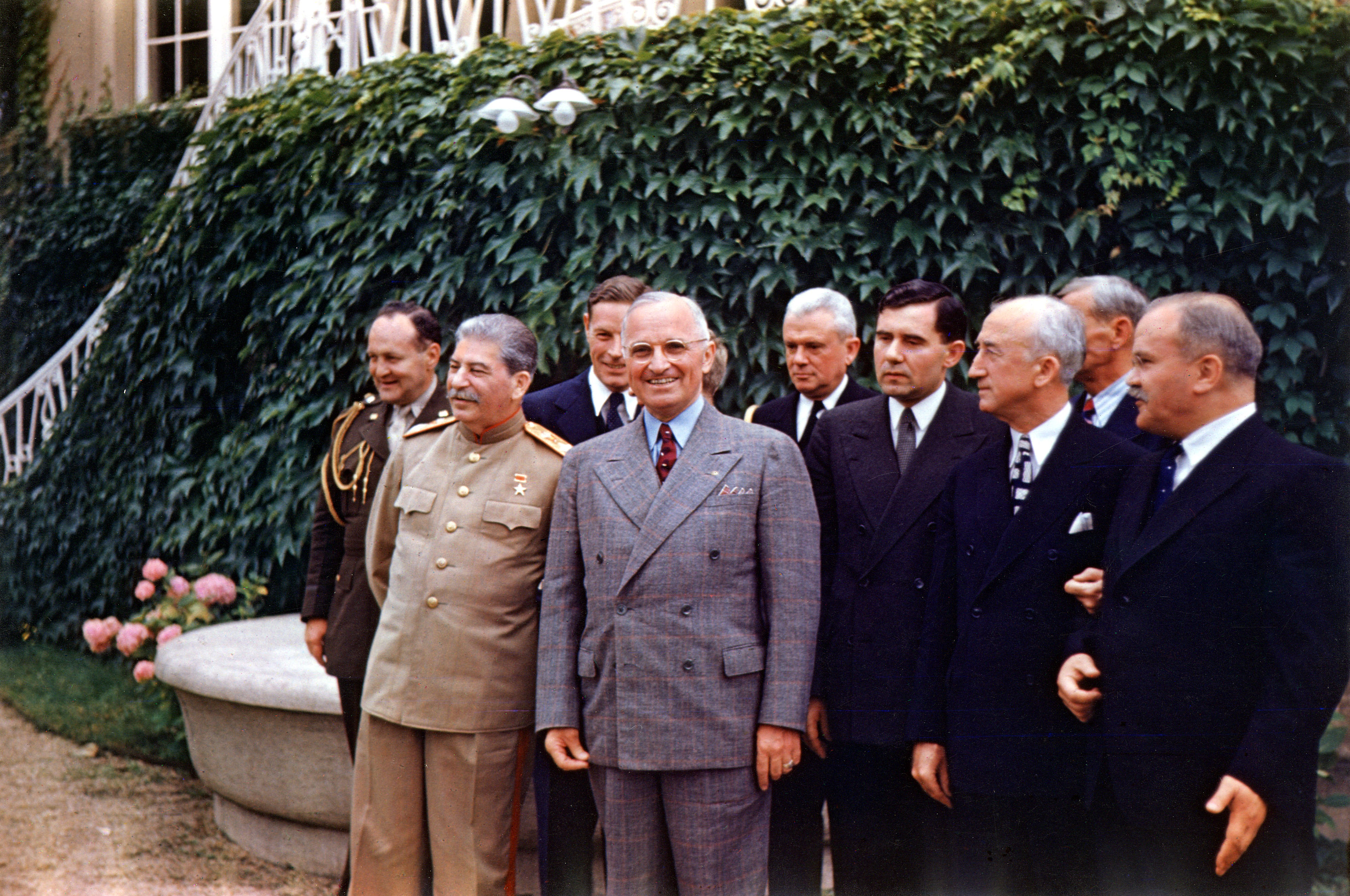
التقى جوزيف ستالين وهاري ترومان في مؤتمر بوتسدام في 18 يوليو 1945. من اليسار إلى اليمين، الصف الأول: رئيس الوزراء جوزيف ستالين، والرئيس هاري إس ترومان، والسفير السوفياتي لدى الولايات المتحدة أندريه جروميكو، ووزير الخارجية جيمس بيرنز، ووزير الخارجية السوفياتي فياتشيسلاف ميخائيلوفيتش مولوتوف. الصف الثاني: العميد هاري إتش فوغن، ومساعد ترومان المقرب والعسكري، والمترجم الروسي تشارلز بوهلين، ومساعد ترومان البحري جيمس فاردامان جونيور، و (الظاهر جزئيًا) تشارلي روس.

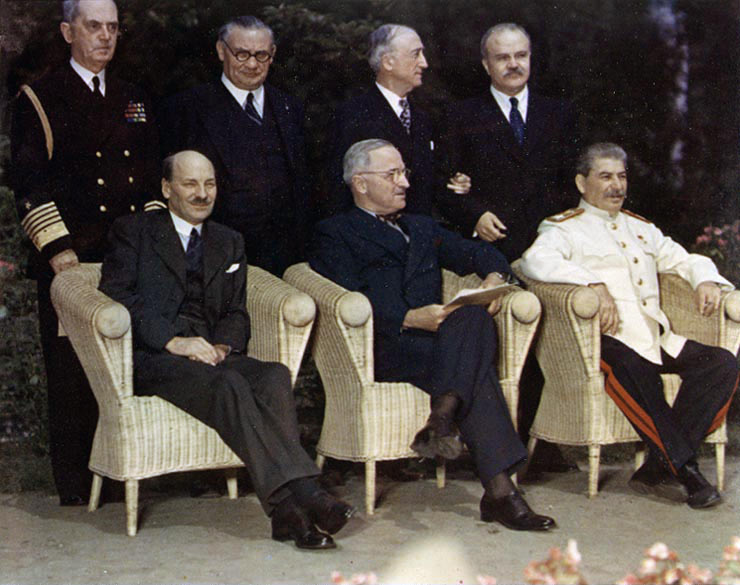
الجالسون (من اليسار): كليمنت أتلي، وهاري إس ترومان، وجوزيف ستالين، خلفهم: قائد الأسطول الأميرال ويليام دانيال ليهي، ووزير الخارجية إرنست بيفين، ووزير الخارجية جيمس بيرنز، ووزير الخارجية فياتشيسلاف مولوتوف

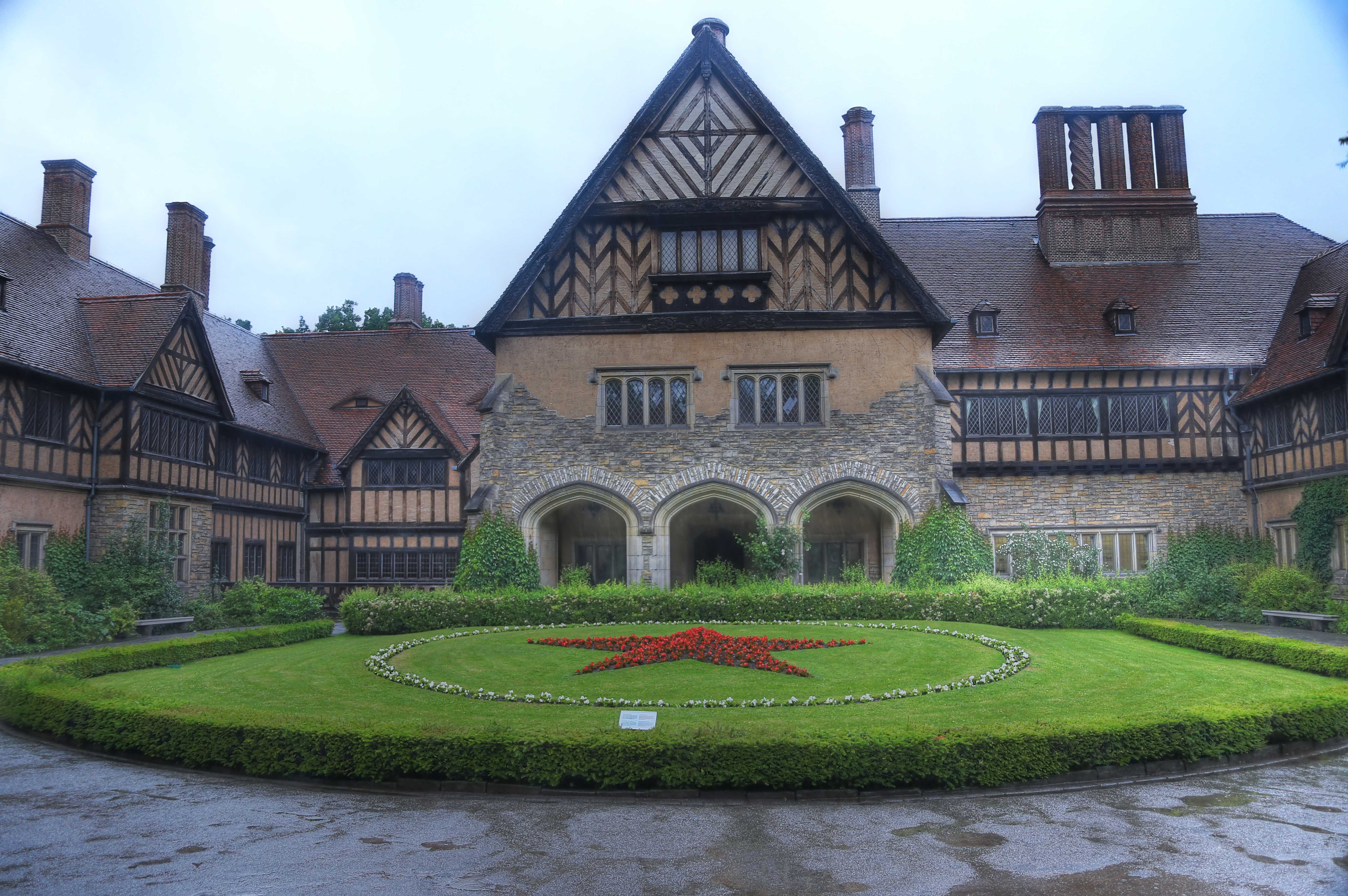
سيسيلينهوف، موقع مؤتمر بوتسدام، وقت التقات الصورة عام 2014م

عُقد مؤتمر بوتسدام (بالألمانية: Potsdamer Konferenz) في بوتسدام، ألمانيا، من 17 يوليو إلى 2 أغسطس 1945م. (في بعض الوثائق القديمة، يشار إليه أيضا باسم مؤتمر برلين لرؤساء الحكومات الثلاثة وهم اتحاد الجمهوريات الاشتراكية السوفياتية والولايات المتحدة الأمريكية والمملكة المتحدة)، وكان المشاركون فيه هم الاتحاد السوفياتي، والمملكة المتحدة، والولايات المتحدة. ممثلة على التوالي من قبل جوزيف ستالين، ورئيس الوزراء ونستون تشرشل، وكليمنت أتلي، والرئيس هاري ترومان. اجتمعوا ليقرروا كيفية إدارة ألمانيا، والتي وافقت على الاستسلام غير المشروط قبل تسعة أسابيع في 8 مايو (يوم النصر في أوروبا). وشملت أهداف المؤتمر أيضا إنشاء نظام ما بعد الحرب، وقضايا معاهدة السلام، والتصدي لآثار الحرب.
كما شارك في المؤتمر وزراء خارجية الحكومات الثلاثة (جيمس بيرنز، وفياتشيسلاف ميخائيلوفيتش مولوتوف، وأنطوني إيدن وإرنست بفين)، بالإضافة إلى مستشارين آخرين. بدأً من 17 يوليو وحتي 25 يوليو عقدت تسع جلسات. بعد ذلك توقف المؤتمر لمدة يومين، حيث تم الإعلان عن نتائج الانتخابات العامة البريطانية. بحلول 28 يوليو هزم كليمنت أتلي ونستون تشرشل وحل محله كممثل لبريطانيا مع وزير الخارجية البريطاني الجديد للشؤون الخارجية إرنست بيفين ليحل محل أنتوني إيدن. وعُقب ذلك التغير استمر المؤتمر أربعة أيام بمزيد من المناقشة. خلال المؤتمر عُقدت اجتماعات لرؤساء الحكومات الثلاثة مع وزراء خارجيتهم، فضلا عن اجتماعات لوزراء الخارجية فقط. كما تجتمع يوميًا اللجان التي عينتها اللجنة للنظر في المسائل المعروضة على المؤتمر تمهيديا. وتم التوصل إلى قرارات واتفاقات هامة وتبادل الآراء بشأن عدد كبير من المسائل الأخرى. غير أن مجلس وزراء الخارجية الذي أنشأه المؤتمر في وقت لاحق واصل النظر في هذه المسائل. وانتهى المؤتمر بعلاقة أقوى بين الحكومات الثلاث نتيجة لتعاونها. وأصبحت هذه الثقة المتجددة والمتبادلة بين الثلاث حكومات وبالطبع إلى جانب الأمم المتحدة الأخرى تضمن إقامة سلام عادل ودائم.

## العلاقات بين القادة
حصلت عدة تغيرات في الأشهر الخمسة التي تلت مؤتمر يالطا، تغيرات أثرت جدًا على العلاقات بين القادة. كان الاتحاد السوفييتي قد احتلّ وسط أوروبا وشرقها، وكان الجيش الأحمر مسيطرًا تمامًا على دول البلطيق وبولندا وتشيكوسلوفاكيا والمجر وبلغاريا ورومانيا، وكان اللاجئون يفرون من تلك البلدان. كان ستالين قد شكل حكومة شيوعية عميلة في بولندا، وأصر على أن سيطرته على أوروبا الشرقية إنما هي للتصدي لأي هجوم محتمَل، زاعمًا أن هذا كان حقًّا مشروعًا للاتحاد السوفييتي.
أما البريطانيون فكانوا على أعتاب استبدال ونستون تشرشل برئيس وزراء جديد. كان ونستون تشرشل (رئيس حزب المحافظين) رئيس وزراء حكومة ائتلافية، وكانت سياسته تجاه السوفييت منذ أوائل الأربعينيات مختلفة جدًا عن سياسة الرئيس روزفلت، إذ رأى أن ستالين «طاغية شيطاني يقود نظامًا خسيسًا». في 5 يوليو، أُجريت في المملكة المتحدة انتخابات عامة، لكن أُجل إعلان نتيجتها ليتسنى احتساب أصوات الجنود في دوائرهم الانتخابية. ظهرت النتيجة أثناء المؤتمر بانتخاب كليمنت أتلي رئيس حزب العمال رئيسًا جديدًا للوزراء.
وفي الولايات المتحدة الأمريكية، فقد توفي الرئيس روزفلت في 12 أبريل 1945، وتولى الرئاسة نائبه هاري ترومان. الذي شهد بعد شهر من توليه المنصب يوم النصر في أوروبا، وكان يوم الانتصار على اليابان يلوح في الأفق. أثناء الحرب، تجاهل روزفلت -باسم الحفاظ على وحدة الحلفاء- تحذيرات من احتمال سيطرة ستالين على أجزاء أوروبية، وفسر تجاهله قائلًا «نبأني حدسي بأن ذلك ليس من طبع ستالين»، و«أظن أني إن منحته كل ما بوسعي بلا مقابل مقتضيات النُّبل، فلن يحاول الاستحواذ على أي شيء، وسيعاونني على بناء عالم ديمقراطية وسلام».
كان ترومان يتابع عن كثب تقدم الحلفاء في الحرب. نوّه جورج لينشوفسكي بأنه «على رغم التناقض بين خلفية ترومان المتواضعة نسبيًا والسحر العالمي لسلفه الأرستقراطي، كان له من الشجاعة والحزم ما مكّنه من عكس تلك السياسة التي بدت له ساذجة خطيرة». كانت الأولوية في الحرب لوحدة الحلفاء، لكن بانتهاء الحرب صارت الأولوية لخطورة العلاقة بين القوتين العُظميَين الناشئتين، اللتين حافظتا على ودية علاقتهما أمام الناس، لكن ظلت الريبة والشكوك قائمة بينهما.
كان ترومان أشد شكًا في الشيوعيين من روزفلت، وازداد شكه في نوايا ستالين. رأى هو ومستشاروه أن التحركات السوفييتية في شرق أوروبا توسعات عدوانية تعارض الاتفاقات التي تعهد بها ستالين في يالطا في فبراير السابق. وفوق ذلك، أدرك ترومان المشكلات المحتمَلة في أماكن أخرى، حين اعترض ستالين على اقتراح تشرشل لانسحاب الحلفاء المبكر من إيران، قبل الميعاد الذي اتُّفق عليه في مؤتمر طهران. كان مؤتمر بوتسدام المرة الوحيدة التي التقى فيها ترومان ستالين.
مُنحت فرنسا في مؤتمر يالطا منطقة احتلالية داخل ألمانيا، وشاركت في إعلان برلين، وكان مقرَّرًا أن تكون عضوًا مساويًا لبقية أعضاء مجلس مراقبة الحلفاء. ومع ذلك، لم يُدع الجنرال شارل ديغول -بإصرار من الأمريكيين- إلى مؤتمر بوتسدام، كما حُرم من الحضور في يالطا. سبّب هذا الازدراء السياسي استياءً عميقًا طويل الأمد لدى ديغول. تضمنت أسباب ذلك الاستبعاد الخصومة الشخصية الطويلة بين روزفلت وديغول، والنزاعات القائمة على المناطق الاستعمارية الفرنسية والأمريكية، والنزاع المتوقع على «الهند الصينية الفرنسية»، ويُحتمل أيضًا أن الأمريكيين والبريطانيين رأوا أن أهداف الفرنسيين -في ما يتعلق ببنود عديدة في أجندة المؤتمر- ستكون معارِضة للأهداف التي كانوا قد اتفقوا عليها.

## الاتفاقيات والمعاهدات

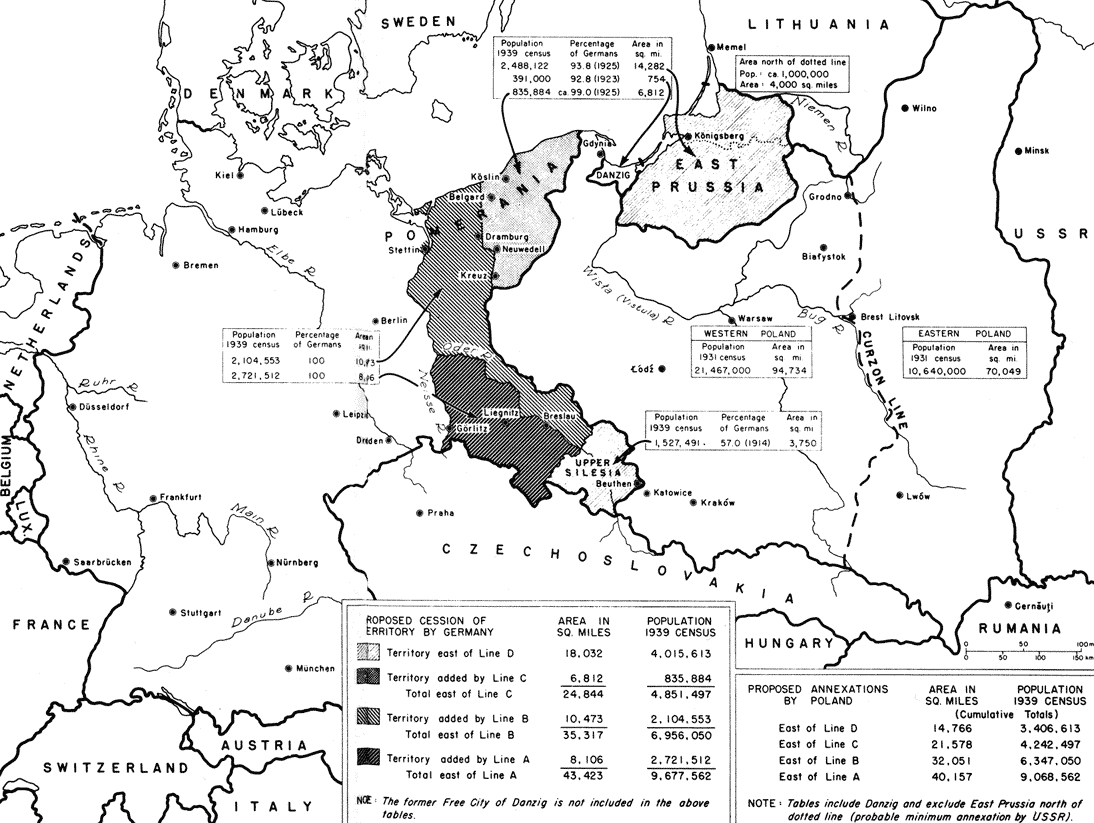
الخريطة الديموغرافية المستخدمة في المناقشات الحدودية في المؤتمر

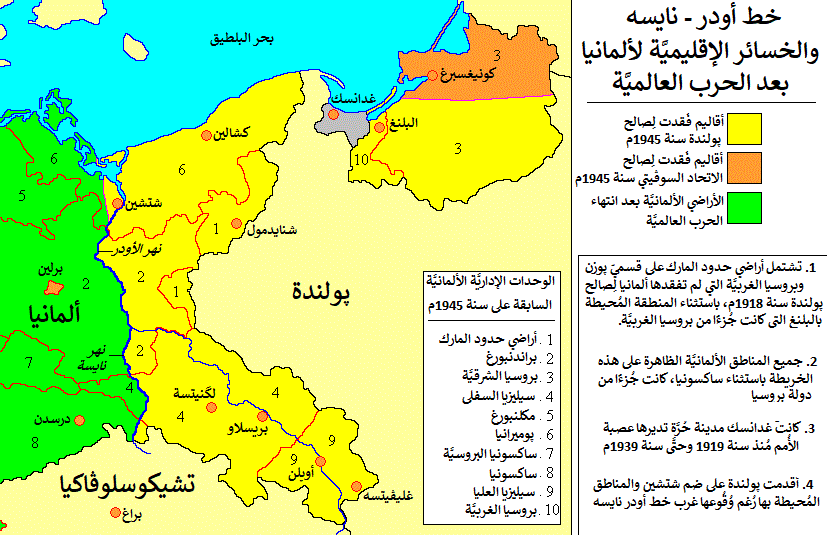
الخط الفاصل بين أودر ونيسي (اضغط للتكبير)

وفي نهاية المؤتمر، اتفق رؤساء الحكومات الثلاثة على الإجراءات سوف تذكر بالتفصيل لاحقًا. وكان من المقرر حل جميع المسائل الأخرى عن طريق مؤتمر السلام النهائي، الذي كان من المقرر أن ينعقد في أقرب وقت ممكن.

### ألمانيا
- أصدر الحلفاء بيانًا بأهداف احتلالهم لألمانيا وهي: التجريد العسكري، واجتثاث النازية، والدمقرطة، وجعل الإدارة لامركزية، وعمل الخطط الصناعية لألمانيا. وبشكل أكثر تحديدا وفيما يتعلق بتجريد ونزع سلاح ألمانيا، قرر الحلفاء إلغاء قوات الأمن الخاصة، وشوتزشتافل، والشرطة الأمنية الألمانية، وكتيبة العاصفة، والقوات الجوية والبرية والبحرية، وكذلك جميع المنظمات والموظفين والمؤسسات التي كانت مسؤولة عن الحفاظ على التقاليد العسكرية في ألمانيا. وأما الجزء المُتعلق بإضفاء الطابع الديمقراطي لألمانيا اعتقد «الثلاثة الكبار» أنه على نفس القدر من الأهمية بالجزء الخاص بتدمير الحزب النازي والمنظمات التابعة له. وهكذا فإن الحلفاء منعوا كل النشاط النازي وتم الاستعداد لإعادة بناء الحياة السياسية الألمانية في ظل دولة ديمقراطية.[18]
- سوف تلغى جميع القوانين النازية. وكانت هذه القوانين تنص على التمييز بين أفراد الشعب على أساس العرق والعقيدة والرأي السياسي، وهذا لا يمكن قبوله في بلد ديمقراطي.[19]
- وكان من المقرر تقسيم كل من ألمانيا والنمسا إلى أربع مناطق احتلال، على النحو المتفق عليه من حيث المبدأ في مؤتمر يالطا، وبالمثل، كان من المقرر تقسيم كل عاصمة (برلين وفيينا) إلى أربع مناطق.
- كان من المقرر محاكمة مجرمي الحرب النازيين، وعلى وجه التحديد في مؤتمر بوتسدام حاولت الحكومات الثلاث التوصل إلى اتفاق بشأن أساليب محاكمة مجرمي الحرب الذين لم يكن لجرائمهم بموجب إعلان موسكو في أكتوبر 1943م أي قيد جغرافي. وفي الوقت نفسه كان القادة على علم بالمناقشات الجارية التي استمرت أسابيع في لندن بين ممثلي الولايات المتحدة والمملكة المتحدة وفرنسا والاتحاد السوفياتي. وكان هدفهم تقديم مجرمي الحرب للمحاكمة في أقرب وقت ممكن وفي نهاية المطاف إلى العدالة. وأن القائمة الأولى للمدعى عليهم ستنشر قبل 1 أيلول/سبتمبر. وكان هدف الزعماء هو أن تحقق مفاوضات لندن نتيجة إيجابية يصادق عليها باتفاق (تم التوقيع عليه في لندن في أغسطس/آب 8 1945).[20]
- تم الغاء جميع عمليات الضم التي قامت ألمانيا في أوروبا، بما في ذلك السوديت والألزاس واللورين والنمسا والأجزاء الغربية من بولندا.
- كان من المقرر نقل الحدود الشرقية لألمانيا غربا إلى خط أودر-نايسه، مما أدى إلى تقليل حجم ألمانيا بشكل فعال بنسبة 25% تقريبًا من حدودها السابقة عام 1937م. كانت الأراضي الواقعة شرق الحدود الجديدة هي بروسيا الشرقية وسيليزيا وبروسيا الغربية وثلثي بوميرانيا. كانت هذه المناطق زراعية بشكل رئيسي، باستثناء سيليزيا العليا التي كانت ثاني أكبر مركز للصناعة الثقيلة الألمانية.
- كان من المقرر تنفيذ عمليات طردل«منظمة وإنسانية» للسكان الألمان المتبقين خارج الحدود الشرقية الجديدة لألمانيا من بولندا وتشيكوسلوفاكيا والمجر، ولكن ليس يوغوسلافيا.[21]
- كان من المقرر عزل أعضاء الحزب النازي الذين شغلوا مناصب عامة وعارضوا أهداف الحلفاء بعد الحرب. وكان من المقرر استبدالها بأشخاص يؤيدون استنادًا إلى معتقداتهم السياسية والأخلاقية نظاما ديمقراطيا.[22]
- كان من المقرر إعادة تنظيم النظام القضائي على أساس المثل الديمقراطية للمساواة والعدالة بموجب القانون.[19]
- كان من المقرر السيطرة على النظام التعليمي في ألمانيا من أجل القضاء على المذاهب الفاشية وتطوير الأفكار الديمقراطية.[19]
- شجع الحلفاء على وجود أحزاب ديمقراطية في ألمانيا تتمتع بحق التجمع والمناقشة العامة.[19]
- حرية التعبير والصحافة والدين والمؤسسات الدينية من أجل احترام. وينبغي أيضا السماح بتشكيل نقابات حرة.[19]
- تم الاتفاق على تعويضات الحرب للاتحاد السوفييتي من منطقة احتلاله (المنطقة الشرقية) في ألمانيا. وبالإضافة إلى هذه التعويضات سيتلقى الاتحاد السوفياتي أيضا تعويضات من مناطق الاحتلال الغربية، ولكن سيتعين عليه التخلي عن جميع المطالبات المتعلقة بالصناعات الألمانية الواقعة في المناطق الغربية. وخاصةً الصناعات القابلة للاستخدام. فقد أُزيلت 15% من معدات رأس المال الصناعي القابلة للاستخدام، والتي تتكون من (الصناعات المعدنية والكيميائية وقطاع تصنيع المكينات) من المناطق الغربية مقابل الغذاء والفحم والبوتاس والزنك والأخشاب والطين والمنتجات البترولية في المناطق الشرقية. الاتحاد السوفياتي يتحمل مسؤولية نقل المنتجات من المنطقة الشرقية في غضون خمس سنوات. علاوة على ذلك تم نقل 10% من القدرة الصناعية للمناطق الغربية غير الضرورية للاقتصاد الألماني الجديد المسالم إلى الاتحاد السوفيتي في غضون عامين، وذلك دون الألتزام بدفع المزيد من الدفعات من أي نوع في المقابل. وعد الاتحاد السوفياتي بتسوية مطالبات التعويض لبولندا من نصيبها الخاص من التعويضات.[23] تم قبول اقترح ستالين الذي ينص على استبعاد بولندا من تقسيم التعويضات الألمانية ومنحها لاحقا 15% من التعويض الممنوح للاتحاد السوفيتي.[7][24] كما لم يقدم الاتحاد السوفيتي أي مطالبات بشأن الذهب الذي استولت عليه قوات الحلفاء في ألمانيا.[25]
- خلص المؤتمر إلى أنه من الضروري وضع حدود فيما يتعلق بالتصرف في البحرية الألمانية المهزومة والسفن التجارية واستخدامها في المستقبل. قررت الحكومات الأمريكية والبريطانية والسوفيتية أنها ستعين خبراء للتعاون من أجل التوصل إلى مبادئ يتم الاتفاق عليها وإعلانها من قبل الحكومات الثلاث في غضون فترة زمنية قصيرة.[26]
- أما بالنسبة لتعويضات الحرب الخاصة بالولايات المتحدة والمملكة المتحدة وبلدان أخرى من المناطق التي احتلتها ألمانيا فسوف تحديد مبالغ التعويضات وتدفع في غضون ستة أشهر. كان على الولايات المتحدة والمملكة المتحدة التخلي عن جميع المطالبات المتعلقة بالصناعات الألمانية الموجودة في منطقة الاحتلال الشرقية، وكذلك التخلى عن الأصول الأجنبية الألمانية في بلغاريا ورومانيا وفنلندا وهنغاريا وشرق النمسا. وكان من المقرر الانتهاء من إزالة المعدات الصناعية من المناطق الغربية، للوفاء بالتعويضات، وذلك في غضون عامين من تاريخ تحديد قيمة التعويضات. كان على مجلس مراقبة الحلفاء تحديد التجهيزات التي سوف تتم وفقا للسياسات التي وضعتها مفوضية الحلفاء وبمشاركة فرنسا.[7][27]
- كان من المقرر منع مستوى المعيشة الألماني من تجاوز المتوسط الأوروبي. تم تحديد أنواع وكميات الصناعة التي سيتم تفكيكها لتحقيق ذلك لاحقا (انظر الخطط الصناعية لألمانيا).
- كان من المقرر تدمير إمكانات الحرب الصناعية الألمانية من خلال تدمير أو السيطرة على جميع الصناعات ذات الإمكانات العسكرية. وتحقيقًا لهذه الغاية، كان من المقرر تفكيك جميع أحواض بناء السفن المدنية ومصانع الطائرات أو تدميرها. كان من المقرر تخفيض جميع الطاقة الإنتاجية المرتبطة بإمكانات الحرب مثل تصنيع المعادن أو المواد الكيميائية أو تصنيع الآلات إلى الحد الأدنى، والذي سيتم تحديده لاحقا من قبل مفوضية الحلفاء. وبالتالي فإن القدرة التصنيعية التي أحدثت «فائضا» يجب تفكيكها كتعويضات أو تدميرها. وكان من المقرر مراقبة جميع البحوث والتجارة الدولية. كان من المقرر أن يكون الاقتصاد لا مركزيًا (decartelisation) وكان مقرر إعادة تنظيمه بالتركيز بشكل أساسي على الزراعة والصناعات المحلية السلمية. في أوائل عام 1946م، تم التوصل إلى اتفاق حول التفاصيل الأخيرة وهي: تحويل اقتصاد ألمانيا إلى اقتصاد زراعي وصناعي خفيف. كانت الصادرات الألمانية هي الفحم والبيرة ولعب الأطفال والمنسوجات وما إلى ذلك، والتي من شأنها أن تحل محل المنتجات الصناعية الثقيلة، التي شكلت معظم صادرات ألمانيا قبل الحرب.[28]

قاومت فرنسا بعد أن استبعدت من المؤتمر تنفيذ اتفاقات بوتسدام داخل منطقة احتلالها. وكان أبرز إجراء هو رفض الفرنسيون إعادة توطين أي ألمان طردوا من الشرق. وعلاوة على ذلك لم يقبل الفرنسيون أي التزام بالامتثال لاتفاقات بوتسدام في إجراءات مجلس مراقبة الحلفاء، وقد احتفظوا بالحق في منع أي مقترحات لوضع سياسات ومؤسسات مشتركة في جميع أنحاء ألمانيا ككل وأي شيء يمكن أن يؤدي في نهاية المطاف إلى ظهور حكومة ألمانية موحدة.

### النمسا
اقترح الاتحاد السوفيتي أن تمتد سلطة حكومة كارل رينر المؤقتة إلى كل النمسا. وافق الحلفاء على دراسة هذاالاقتراح بعد دخول القوات البريطانية والأمريكية إلى فيينا.

### بولندا

حدود بولندا القديمة والجديدة، عام 1945م. تم تحديد المنطقة التي كانت جزءًا سابقًا من ألمانيا باللون الوردي

- حكومة الوحدة الوطنية المؤقتة التي أنشأها السوفييت والمعروفة باسم لوبلين بولز، كان من المقرر أن تعترف بها جميع القوى الثلاث. وقد كان اعتراف الثلاثة الكبار بالحكومة التي يسيطر عليها السوفييت يعني فعليا نهاية الاعتراف بالحكومة البولندية المنفية والمعروفة باسم لندن بولز.
- اتخذت الحكومتان البريطانية والأمريكية تدابير من أجل امتلاك الحكومة البولندية المؤقتة للممتلكات الموجودة في أراضي بولندا، والحصول على جميع الحقوق القانونية لهذه الممتلكات، بحيث لا يمكن لأي حكومة أخرى امتلاكها.[31]
- كان للبولنديين الذين خدموا في الجيش البريطاني الحرية في العودة إلى بولندا، مع عدم ضمان أمنهم عند عودتهم إلى البلد الشيوعي.
- قرر الحلفاء أن جميع البولنديين الذين عادوا إلى بولندا سيمنحون حقوقا شخصية وحقوق ملكية.[31]
- وافقت الحكومة البولندية المؤقتة على إجراء انتخابات حرة في أقرب وقت ممكن مع اقتراع واسع النطاق واقتراع سري. سيكون للأحزاب الديمقراطية والمناهضة للنازية الحق في المشاركة في هذه الانتخابات، وسيكون لممثلي الصحافة المتحالفة الحرية الكاملة في الإبلاغ عن التطورات خلال الانتخابات.[31]* أعلن الاتحاد السوفياتي أنه سيسوي مطالبات التعويض التي قدمتها بولندا من نصيبها الخاص من مدفوعات التعويضات الإجمالية.[7][32]
- ستكون الحدود الغربية المؤقتة هي خط أودر-نايسه، الذي يحدده نهري أودر ونييس. سيليزيا، وبوميرانيا، والجزء الجنوبي من بروسيا الشرقية، ومدينة دانزيغ الحرة السابقة ستكون تحت الإدارة البولندية. ومع ذلك فإن تعيين الحدود الغربية لبولندا في نهاية المطاف سينتظر التسوية السلمية، التي ستجري بعد 45 عاما، في عام 1990م، باعتبارها معاهدة التسوية النهائية فيما يتعلق بألمانيا.[7]

اقترح الاتحاد السوفياتي على المؤتمر أن تحل المسائل الإقليمية بشكل دائم بعد إقرار السلام في تلك المناطق. وبشكل أكثر تحديدا أشار الاقتراح إلى الجزء الواقع بالقرب من بحر البلطيق من الحدود الغربية لاتحاد الجمهوريات الاشتراكية السوفياتية. تمتد هذه المنطقة من الشاطئ الشرقي لخليج دانزيغ إلى الشرق، وشمال براونزبرغ وغولداب، إلى نقطة التقاء حدود ليتوانيا، والجمهورية البولندية، وشرق بروسيا.
بعد أن نظر المؤتمر في المقترح المقدم من الاتحاد السوفيتي، تم الاتفاق على نقل مدينة كونيغسبرغ والمنطقة المجاورة لها إلى الاتحاد السوفيتي.
ضمن الرئيس هاري ترومان ورئيس الوزراء ونستون تشرشل تأييد اقتراح المؤتمر، عندما تم ضمان السلام في نهاية المطاف.

### إيطاليا
وقدم الاتحاد السوفياتي اقتراحا إلى المؤتمر بشأن الأقاليم الموضعة تحت الانتداب، بما يتفق مع ما تقرر في مؤتمر يالطا وميثاق الأمم المتحدة.
وبعد أن نوقشت آراء مختلفة بشأن هذه المسألة، اتفق رؤساء وزراء الخارجية على ضرورة البت فورا في إعداد معاهدة سلام لإيطاليا، مقترنة بالتصرف في أي إقليم إيطالي سابق. وأنه في أيلول / سبتمبر سينظر مجلس وزراء الخارجية في مسألة الأراضي الإيطالية.

### عمليات النقل المنظّم للسكان الألمان
في المؤتمر، أكد قادة الحلفاء التزامهم السابق بإخراج السكان الألمان من بولندا وتشيكوسلوفاكيا والمجر؛ التي كانت حكومات تلك الدول قد بدأت بالفعل في تنفيذها. كان الحلفاء الثلاثة في بوتسدام مقتنعين بضرورة استكمال نقل هؤلاء السكان الألمان في أسرع وقت ممكن. وأكدوا أن عمليات النقل يجب أن تتم بطريقة منظمة وإنسانية.
قرر القادة أن يتعامل مجلس مراقبة الحلفاء في ألمانيا مع الأمر بإعطاء الأولوية للتوزيع العادل للألمان بين مناطق الاحتلال. كان على الممثلين في مجلس المراقبة إبلاغ حكوماتهم وإدارة كل منطقة عن عدد الأشخاص الذين دخلوا ألمانيا بالفعل من الدول الشرقية. كما كان على هؤلاء الممثلون أيضًا التقدير المستقبلي لمعدلات النقل، مع الوضع في الاعتبار قدرة ألمانيا على استقبال الناس.
أُبلغت حكومات الدول الشرقية بكيفية نقل المزيد، وطُلب منها مؤقتًا تعليق عمليات طرد الألمان حتى يقرر مجلس مراقبة الحلفاء. كان الثلاثة الكبار قلقين من التقارير الواردة من مجلس المراقبة، وبالتالي، سيقومون بمناقشة الأمر.

### إجراءات لجنة الحلفاء المعدلة في رومانيا وبلغاريا والمجر
لاحظ الثلاثة الكبار أن الممثلين السوفييت في لجان مراقبة الحلفاء في رومانيا وبلغاريا والمجر قد أبلغوا زملائهم في المملكة المتحدة والولايات المتحدة بمقترحات لتنقيح عمل لجنة المراقبة، بعد انتهاء الحرب في أوروبا. واتفق الزعماء الثلاثة على مراجعة إجراءات اللجان في هذه الدول، مع الأخذ في الاعتبار مصالح ومسؤوليات حكوماتهم، والتي قدمت مجتمعة شروط الهدنة إلى الدول المحتلة.

### مجلس وزراء الخارجية
وافق المؤتمر على إنشاء مجلس لوزراء الخارجية يمثل السلطات الخمس الرئيسية، لمواصلة العمل التمهيدي الأساسي لتسويات السلام، وتولي الأمور الأخرى، التي يمكن أحيانًا الالتزام بها أمام المجلس، بالاتفاق مع الحكومات المشاركة في المجلس. لم يتعارض إنشاء المجلس المعنيّ مع اتفاق مؤتمر القرم على وجوب عقد اجتماعات دورية بين وزراء الخارجية للحكومات الثلاث. وبحسب نص اتفاقية إنشاء المجلس تقرر ما يلي:
1. إنشاء مجلس يتألف من وزراء خارجية المملكة المتحدة واتحاد الجمهوريات الاشتراكية السوفياتية والصين وفرنسا والولايات المتحدة.[7][36]
2. (أ) يجتمع المجلس في لندن حيث ستُشكّل الأمانة العامة المشتركة. سيرافق كل وزير من وزراء الخارجية نائب رفيع المستوى، مُخوّل بشكل مناسب لمواصلة عمل المجلس في غياب وزير خارجيته، ومعه طاقم صغير من المستشارين الفنيين. (ب) ينبغي عقد الاجتماع الأول للمجلس في لندن في موعد لا يتجاوز 1 سبتمبر 1945م. ويمكن أيضًا عقد الاجتماعات باتفاق مشترك في عواصم أخرى.[7][36]
3. (أ) يُؤذن للمجلس بكتابة معاهدات السلام مع إيطاليا، ورومانيا، وبلغاريا، والمجر، وفنلندا، بهدف تقديمها إلى الأمم المتحدة، واقتراح تسوية القضايا الإقليمية ريثما يتم إنهاء الحرب في أوروبا. يجب على المجلس أيضًا إعداد تسوية سلمية لألمانيا ليتم قبولها من قبل حكومة ألمانيا عند إنشاء حكومة مناسبة لهذا الغرض. (ب) لإنجاز المهام السابقة يتألف المجلس من أعضاء يمثلون تلك الدول الموقعة على شروط الاستسلام المفروضة على الدولة المعادية المعنيّة.[36]
4. (أ) في أي مناسبة ينظر فيها المجلس في مسألة ذات أهمية مباشرة لدولة غير ممثلة، يجب أن يُطلب من هذه الدولة إرسال ممثلين للمشاركة في مناقشة هذه المسألة. (ب) سيقوم المجلس بتكييف إجراءاته لحلّ المشكلة قيد النظر. في بعض الحالات، يمكن أن تعقد مناقشاتها الأولية قبل مشاركة الدول الأخرى المهتمة. عقب قرار المؤتمر، وجهت الدول الثلاث الكبرى دعوة إلى حكومتي الصين وفرنسا لاعتماد النص والانضمام إلى إنشاء المجلس.[7][36]

### إبرام معاهدات السلام وتسهيل العضوية في الأمم المتحدة
وافق المؤتمر على تطبيق سياسات عامة لتحديد شروط السلام في أقرب فرصة. بشكل عام، أرادت الدول الثلاث الكبرى أن يتم حل مسائل إيطاليا وبلغاريا وفنلندا والمجر ورومانيا بنهاية المفاوضات. وكانوا يعتقدون أن الحلفاء الآخرين سوف يشاركونهم وجهة نظرهم.
كانت مسألة إيطاليا من أهم القضايا التي تتطلب اهتمام مجلس وزراء الخارجية الجديد. كانت الحكومات الثلاث مهتمة بشكل خاص بإبرام معاهدة سلام معها، خاصة وأن إيطاليا كانت أولى دول المحور التي انفصلت عن ألمانيا وشاركت في عمليات الحلفاء ضد اليابان. وكانت إيطاليا تحرز تقدمًا كبيرًا في نيل حريتها ورفض النظام الفاشي السابق، ومهدت الطريق لإعادة إنشاء الحكومات الديمقراطية. وإذا كان لإيطاليا حكومة معترف بها وديمقراطية، فسيكون من الأسهل على الولايات المتحدة وبريطانيا العظمى والاتحاد السوفيتي دعم عضوية إيطاليا في الأمم المتحدة.
كما طُلب من مجلس وزراء الخارجية دراسة وإعداد معاهدات السلام مع كل من بلغاريا وفنلندا والمجر ورومانيا. سيسمح إجراء معاهدات السلام مع حكومات ديمقراطية معترف بها في هذه الدول الأربع للدول الثلاث الكبرى بقبول الطلبات المقدمة من الدول الأربع لتصبح أعضاء في الأمم المتحدة. علاوة على ذلك، بعد إنهاء مفاوضات السلام، وافقت الدول الثلاث الكبرى على النظر في المستقبل القريب في إعادة العلاقات الدبلوماسية مع فنلندا ورومانيا وبلغاريا والمجر. كان الثلاثة الكبار على يقين من أنه، بالنظر إلى الوضع في أوروبا بعد نهاية الحرب العالمية الثانية، سيتمتع ممثلو صحافة الحلفاء بحرية التعبير في البلدان الأربعة.
نصت المادة 4 من ميثاق الأمم المتحدة على ما يلي:

1. تُفتح العضوية في الأمم المتحدة لجميع الدول الأخرى المُحبّة للسلام والتي تقبل الالتزامات الواردة في هذا الميثاق، والتي ترى المنظمة أنها قادرة على تنفيذ هذه الالتزامات وراغبة فيها.
2. يتم قبول أي دولة من هذه الدول في عضوية الأمم المتحدة بقرار من الجمعية العامة بناء على توصية مجلس الأمن.

أعلن القادة عن استعدادهم لدعم أي طلب للعضوية من الدول التي ظلت محايدة أثناء الحرب، والمستوفية للمتطلبات الأخرى. كما كان الثلاثة الكبار بحاجة إلى توضيح أنهم كانوا مترددين في دعم طلب الحصول على هذه العضوية من الحكومة الإسبانية، التي تأسست بدعم من قوى المحور.

### إعلان بوتسدام

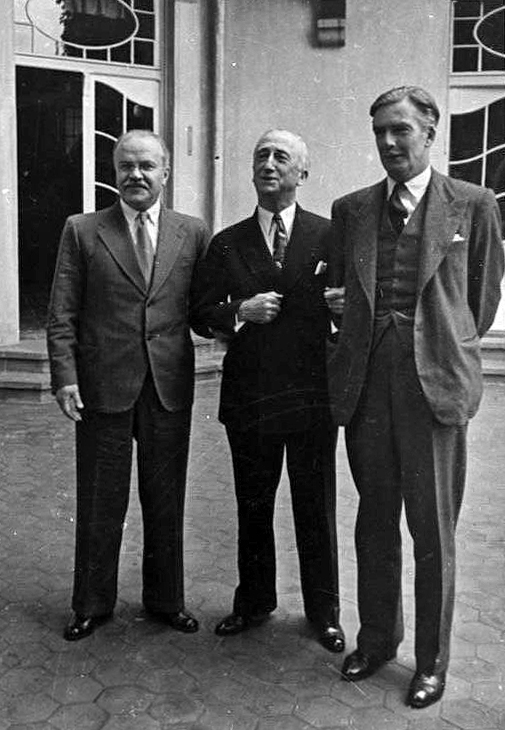
وزراء الخارجية: فياتشيسلاف مولوتوف، وجيمس بيرنز، وأنتوني إيدن يوليو 1945م

بالإضافة إلى اتفاقية بوتسدام في 26 يوليو اصدر كلاً من تشرشل، وترومان، وشيانج كاي تشيك ورئيس الحكومة القومية للصين (لم يكن الاتحاد السوفييتي حينها في حالة حرب مع اليابان)إعلان بوتسدام، والذي حدد شروط الاستسلام لليابان خلال الحرب العالمية الثانية في آسيا.

## ما بعد المؤتمر
ذكر ترومان «سلاح جديد قوي» غير محدد أمام ستالين خلال المؤتمر. وفي 26 يوليو، قرب نهاية المؤتمر، أعطى إعلان بوتسدام اليابان إنذارًا نهائيًا للاستسلام دون قيد أو شرط وإلا ستواجه «تدمير فوري ومطلق»، دون ذكر القنبلة الجديدة، مع وعد بأن التهديد «ليس القصد منه استعباد اليابان». لم يشارك الاتحاد السوفيتي في هذا الإعلان لأنه كان لا يزال محايدًا في الحرب ضد اليابان. لم يرد رئيس الوزراء الياباني كانتارو سوزوكي، ففُسّر ذلك على أنه إشارة إلى تجاهل الإمبراطورية اليابانية للإنذار. ونتيجة لذلك، صدر القرار الأمريكي بقصف هيروشيما في 6 أغسطس 1945م وناجازاكي في 9 أغسطس. كان المُبرّر وقتئذ أن المدينتين كانتا أهدافًا عسكرية مشروعة، وأنه كان من الضروري إنهاء الحرب بسرعة والحفاظ على أرواح الأمريكيين.
عندما أبلغ ترومان ستالين بالقنبلة الذرية، قال إن الولايات المتحدة «لديها سلاح جديد ذو قوة تدميرية غير عادية»، إلا أن ستالين كان على علم تام بتطوير القنبلة الذرية من خلال شبكات التجسس السوفيتية داخل مشروع مانهاتن، وأبلغ ستالين ترومان في المؤتمر أنه يأمل في أن يستخدمه ترومان بشكل جيد ضد اليابانيين.
بعد الحرب، قام الاتحاد السوفيتي بتحويل العديد من دول أوروبا الشرقية إلى دول تابعة ضمن الكتلة الشرقية، مثل جمهورية بولندا الشعبية وجمهورية بلغاريا الشعبية وجمهورية المجر الشعبية، وجمهورية تشيكوسلوفاكيا الاشتراكية وجمهورية رومانيا الاشتراكية وجمهورية ألبانيا الشعبية الاشتراكية. شهدت العديد من تلك البلدان ثورات 1917–1923.

## المؤتمرات الكبرى السابقة
- مؤتمر يالطا، 4 إلى 11 فبراير 1945م
- مؤتمر كيبيك الثاني، 12 إلى 16 سبتمبر 1944م
- مؤتمر طهران، 28 نوفمبر إلى 1 ديسمبر 1943م
- مؤتمر القاهرة (1943)، 22 إلى 26 نوفمبر 1943م
- مؤتمر الدار البيضاء، 14 إلى 24 يناير 1943م

### فهرس المراجع
1. ↑  Description of photograph, Truman Library. نسخة محفوظة 2018-07-17 على موقع واي باك مشين.
2. ↑  "Avalon Project – A Decade of American Foreign Policy 1941–1949 – Potsdam Conference". Avalon.law.yale.edu. مؤرشف من الأصل في 2020-11-12. اطلع عليه بتاريخ 2013-03-20.
3. ↑  Russia (USSR) / Poland Treaty (with annexed maps) concerning the Demarcation of the Existing Soviet-Polish State Frontier in the Sector Adjoining the Baltic Sea 5 March 1957 (retrieved from the UN Delimitation Treaties Infobase, accessed on 18 March 2002) نسخة محفوظة 2020-11-27 على موقع واي باك مشين.
4. ↑  "Potsdam Conference". Encyclopædia Britannica. Encyclopædia Britannica, Inc. 10 يوليو 2018. مؤرشف من الأصل في 2008-06-22. اطلع عليه بتاريخ 2018-09-04.
5. ↑  "BBC Fact File: Potsdam Conference". Bbc.co.uk. 2 أغسطس 1945. مؤرشف من الأصل في 2012-06-29. اطلع عليه بتاريخ 2013-03-20.
6. ↑  Bevans, Charles Irving (1968). Treaties and Other International Agreements of the United States of America, 1776-1949: Multilateral, 1931-1945 (بالإنجليزية). Department of State. pp. 1224–1225. Archived from the original on 2021-02-27.
7. 1 2 3 4 5 6 7 8 9 10 11  "Foreign Relations of the United States: Diplomatic Papers, The Conference of Berlin (The Potsdam Conference), 1945, Volume II - Office of the Historian". history.state.gov. US State Department. مؤرشف من الأصل في 2020-06-18. اطلع عليه بتاريخ 2020-05-03.  تتضمّنُ هذه المقالة نصوصًا مأخوذة من هذا المصدر، وهي في الملكية العامة.
8. ↑  Leffler, Melvyn P., "For the South of Mankind: The United States, the Soviet Union and the Cold War, First Edition, (New York, 2007) pg 31
9. ↑  Miscamble 2007، صفحة 51
10. ↑  Miscamble 2007، صفحة 52
11. ↑  George Lenczowski, American Presidents and the Middle East, (1990), pp. 7–13
12. ↑  Hunt، Michael (2013). The World Transformed. Oxford University Press. ص. 35. ISBN:9780199371020.
13. ↑  Harry S. Truman, Memoirs, Vol. 1: Year of Decisions (1955), p.380, cited in Lenczowski, American Presidents, p.10
14. ↑  Nash, Gary B. "The Troublesome Polish Question." The American People: Creating a Nation and a Society. New York: Pearson Longman, 2008. Print.
15. ↑  Reinisch، Jessica (2013). The Perils of Peace. Oxford University Press. ص. 53.
16. ↑  Thomas، Martin (1998). The French Empire at War 1940-45. Manchester University Press. ص. 215.
17. ↑  Feis، Hebert (1960). Between War and Peace; the Potsdam Conference. Princeton University Press. ص. 138. مؤرشف من الأصل في 2020-10-03.
18. ↑  Bevans, Charles Irving (1968). Treaties and Other International Agreements of the United States of America, 1776-1949: Multilateral, 1931-1945 (بالإنجليزية). Department of State. pp. 1227–1228. Archived from the original on 2021-02-27.
19. 1 2 3 4 5  Bevans, Charles Irving (1968). Treaties and Other International Agreements of the United States of America, 1776-1949: Multilateral, 1931-1945 (بالإنجليزية). Department of State. p. 1228. Archived from the original on 2021-02-27.
20. ↑  Bevans, Charles Irving (1968). Treaties and Other International Agreements of the United States of America, 1776-1949: Multilateral, 1931-1945 (بالإنجليزية). Department of State. p. 1233. Archived from the original on 2021-02-27.
21. ↑  Alfred de Zayas Nemesis at Potsdam, Routledge, London 1977. See also a conference on "Potsdamer Konferenz 60 Jahre danach" hosted by the Institut für Zeitgeschichte in Berlin on 19. August 2005 PDF نسخة محفوظة 20 July 2011 على موقع واي باك مشين. Seite 37 et seq.
22. ↑  Bevans, Charles Irving (1968). Treaties and Other International Agreements of the United States of America, 1776-1949: Multilateral, 1931-1945 (بالإنجليزية). Department of State. p. 1228. Archived from the original on 2021-02-27.
23. ↑  Bevans, Charles Irving (1968). Treaties and Other International Agreements of the United States of America, 1776-1949: Multilateral, 1931-1945 (بالإنجليزية). Department of State. p. 1231. Archived from the original on 2021-02-27.
24. ↑  "Potsdam Conference | World War II". Encyclopedia Britannica (بالإنجليزية). Archived from the original on 2021-01-08. Retrieved 2018-09-20.
25. ↑  Bevans, Charles Irving (1968). Treaties and Other International Agreements of the United States of America, 1776-1949: Multilateral, 1931-1945 (بالإنجليزية). Department of State. p. 1232. Archived from the original on 2021-02-27.
26. ↑  Bevans, Charles Irving (1968). Treaties and Other International Agreements of the United States of America, 1776-1949: Multilateral, 1931-1945 (بالإنجليزية). Department of State. p. 1232. Archived from the original on 2021-02-27.
27. ↑  Bevans, Charles Irving (1968). Treaties and Other International Agreements of the United States of America, 1776-1949: Multilateral, 1931-1945 (بالإنجليزية). Department of State. pp. 1231–1232. Archived from the original on 2021-02-27.
28. ↑  James Stewart Martin. All Honorable Men (1950) p. 191.
29. ↑  Ziemke، Earl Frederick (1990). The US Army and the Occupation of Germany 1944–1946. Center of Military History, United States Army. ص. 345.
30. ↑  Bevans, Charles Irving (1968). Treaties and Other International Agreements of the United States of America, 1776-1949: Multilateral, 1931-1945 (بالإنجليزية). Department of State. p. 1233. Archived from the original on 2021-02-27.
31. 1 2 3  Bevans, Charles Irving (1968). Treaties and Other International Agreements of the United States of America, 1776-1949: Multilateral, 1931-1945 (بالإنجليزية). Department of State. p. 1234. Archived from the original on 2021-02-27.
32. ↑  "Foreign Relations of the United States: Diplomatic Papers, The Conference of Berlin (The Potsdam Conference), 1945, Volume II - Office of the Historian". history.state.gov. مؤرشف من الأصل في 2020-08-09. اطلع عليه بتاريخ 2020-04-15.
33. ↑  Bevans, Charles Irving (1968). Treaties and Other International Agreements of the United States of America, 1776-1949: Multilateral, 1931-1945 (بالإنجليزية). Department of State. pp. 1232–1233. Archived from the original on 2021-02-27.
34. ↑  Bevans, Charles Irving (1968). Treaties and Other International Agreements of the United States of America, 1776-1949: Multilateral, 1931-1945 (بالإنجليزية). Department of State. p. 1236. Archived from the original on 2021-02-27.
35. 1 2  Bevans, Charles Irving (1968). Treaties and Other International Agreements of the United States of America, 1776-1949: Multilateral, 1931-1945 (بالإنجليزية). Department of State. p. 1236. Archived from the original on 2021-02-27.
36. 1 2 3 4  Bevans, Charles Irving (1968). Treaties and Other International Agreements of the United States of America, 1776-1949: Multilateral, 1931-1945 (بالإنجليزية). Department of State. pp. 1225–1226. Archived from the original on 2021-02-27.
37. ↑  Bevans, Charles Irving (1968). Treaties and Other International Agreements of the United States of America, 1776-1949: Multilateral, 1931-1945 (بالإنجليزية). Department of State. pp. 1235–1236. Archived from the original on 2021-02-27.
38. ↑  "How The Potsdam Conference Shaped The Future Of Post-War Europe". Imperial War Museums (بالإنجليزية). Archived from the original on 2021-02-12. Retrieved 2018-02-12.
39. ↑  "Mokusatsu: One Word, Two Lessons" (PDF). مؤرشف من الأصل (PDF) في 6 يونيو 2013. اطلع عليه بتاريخ 20 مارس 2013.
40. ↑  "Mokusatsu, Japan's Response to the Potsdam Declaration", Kazuo Kawai, Pacific Historical Review, Vol. 19, No. 4 (November 1950), pp. 409–414.
41. ↑  Putz، Catherine (18 مايو 2016). "What If the United States Had Told the Soviet Union About the Bomb?". The Diplomat. مؤرشف من الأصل في 2020-11-08. اطلع عليه بتاريخ 2016-07-08.
42. ↑  Groves، Leslie (1962). Now it Can be Told: The Story of the Manhattan Project. New York: Harper & Row. ص. 142–145. ISBN:0-306-70738-1. OCLC:537684. مؤرشف من الأصل في 2020-11-27.
43. ↑  "Soviet Atomic Program - 1946". مؤسسة التراث الذري  [لغات أخرى]‏. 5 يونيو 2014. مؤرشف من الأصل في 2021-01-15. اطلع عليه بتاريخ 2020-07-24.{{استشهاد ويب}}:  صيانة الاستشهاد: علامات ترقيم زائدة (link)
44. ↑  Granville, Johanna, The First Domino: International Decision Making during the Hungarian Crisis of 1956, Texas A&M University Press, 2004. (ردمك 1-58544-298-4)
45. ↑  Grenville 2005، صفحات 370–71
46. ↑  The American Heritage New Dictionary of Cultural Literacy, Third Edition. Houghton Mifflin Company, 2005.
47. ↑  Cook 2001، صفحة 17